# Carex bohemica
Carex bohemica é uma espécie de planta com flor pertencente à família Cyperaceae. 
A autoridade científica da espécie é Schreb., tendo sido publicada em Beschreibung der Graser 2(2): 52, pl. 28, f. 3. 1772.

## Portugal
Trata-se de uma espécie presente no território português, nomeadamente em Portugal Continental e no Arquipélago dos Açores.
Em termos de naturalidade é nativa de Portugal Continental e introduzida no Arquipélago dos Açores.

## Protecção
Não se encontra protegida por legislação portuguesa ou da Comunidade Europeia.